# Списак спортских догађаја одржаних у Југославији
Списак спортских догађаја, одржаних у Југославији:
- Европско првенство у веслању 1932, Београд
- Европско првенство у кошарци за жене 1954, Београд
- Европско првенство у веслању 1956, Блед
- Европско првенство у стрељаштву 1957, Београд
- Европско првенство у стоном тенису 1960, Загреб
- Европско првенство у боксу 1961, Београд
- Европско првенство у кошарци 1961, Београд
- Европско првенство у атлетици 1962, Београд
- Европско првенство у мушкој спортској гомнастици 1963, Београд
- Европско првенство у кајаку и кануу на мирним водама 1963, Јајце
- Европско првенство у уметничком клизању 1967, Љубљана
- Европско првенство у рвању слободним стилом 1968, Скопље
- Европске дворанске игре у атлетици 1969, Београд
- Европско првенство у стрељаштву ваздушним оружјем 1972, Београд
- Европско првенство у боксу 1973, Београд
- Европско првенство у стоном тенису 1974, Нови Сад
- Европско првенство у стреличарству 1974, Загреб
- Европско првенство у уметничком клизању 1974, Загреб
- Европско првенство у кошарци 1975, Београд, Карловац, Ријека, Сплит
- Европско првенство у одбојци 1975, Београд, Краљево, Скопље, Суботица
- Европско првенство у одбојци за жене 1975, Београд, Баља Лука, Неготин, Ријека
- Европско првенство у стрељаштву (за жене) 1976, Скопље
- Европско првенство у фудбалу 1976, Београд, Загреб
- Европско првенство у једрењу у класи ласер 1985, Крк
- Европски куп (екипно првенство) у атлетици 1979, Загреб
- Европско првенство у уметничком клизању 1979, Загреб
- Европско првенство у дизању тегова 1980, Београд
- Европско првенство у кошарци за жене 1980, Бања Лука, Брод, Маглај, Приједор
- Светско првенство у рвању слободним стилом 1981, Скопље
- Европско првенство у воденим спортовима  (ватерполо, пливање, синхроно пливање, скокови у воду) 1981, Сплит
- Европско првенство у стрељаштву 1981, Титоград
- Европско првенство у дизању тегова 1982, Љубљана
- Европско првенство у бобу 1983, Сарајево
- Европско првенство у скелетону 1985, Сарајево
- Европско првенство у једрењу у класи 470 1985, Копер
- Европско првенство у стрељаштву 1985, Осијек
- Европско првенство у џудоу за мушкарце 1986, Београд
- Европско екипно првенство у џудоу 1986, Нови Сад
- Европско првенство у скелетону 1987, Сарајево
- Европско првенство у уметничком клизању 1987, Сарајево
- Европско првенство у бобу 1988, Сарајево
- Европско првенство у кошарци 1989, Загреб
- Европско првенство у каратеу 1989, Титоград
- Европско првенство у стрељаштву 1989, Загреб
- Европско првенство у атлетици 1990, Сплит
- Европско екипно првенство у џудоу 1990, Дубровник
- Европско првенство у брзом клизању 1991, Сарајево